# Margaret Storm Jameson
Margaret Storm Jameson (* 8. Januar 1891 in Whitby; † 30. September 1986) war eine englische Schriftstellerin.
Storm Jameson zog nach ihrem Studium an der Universität von Leeds nach London. Hier gab sie eine Zeit lang Unterricht, bevor sie hauptberuflich Schriftstellerin wurde. Bekannt wurde sie für ihre Kurzgeschichten. Auch nach ihrer Heirat mit dem Historiker und Schriftsteller Guy Chapman veröffentlichte sie weiterhin unter ihrem Geburtsnamen.
Sie war Mitglied der Labour-Partei und setzte sich schon früh für aus Deutschland geflohene Schriftstellerkollegen ein. 1933 überzeugte sie Lilo Linke, mit der sie seit 1931 in Kontakt stand, Nazi-Deutschland den Rücken zu kehren und nach England zu gehen.
1939 wurde Margaret Storm Jameson Vorsitzende des Britischen P.E.N.-Zentrums.

## Werke
- The Pot Boils (1919)
- The Happy Highways (1920)
- Modern Drama in Europe (1920)
- The Clash (1922)
- Lady Susan and Life: An Indiscretion (1923)
- The Pitiful Wife (1923)
- Three Kingdoms (1926)
- The Lovely Ship (1927) The Triumph of Time I
- Farewell to Youth (1928)
- The Georgian Novel and Mr. Robinson (1929)
- The Voyage Home (1930) The Triumph of Time II
- The Decline of Merry England (1930)
- A Richer Dust (1931) The Triumph of Time III (Die Trilogie auf Deutsch: Triumph der Zeit)
- The Single Heart (1932)
- That Was Yesterday (1932)
- Women Against Men (1933)
- No Time Like the Present (1933) Autobiographie
- A Day Off (1933)
- Company Parade (1934); London ; New Delhi ; New York ; Sydney : Bloomsbury Reader, 2012, ISBN 978-1-4482-0044-3
- Mirror in Darkness (1934)
- Love in Winter (1935); Foreword by Jennifer Birkett,  	London : Capuchin Classics, 2009, ISBN 978-0-9559602-6-0
- Challenge to Death (1935) Essays, als Herausgeber
- None Turn Back (1936); London : Virago Pr., 1984, ISBN 0-86068-320-6
- In the Second Year (1936); Ed. by Stan Smith, Nottingham : Trent Editions, 2004, ISBN 1-84233-094-2
- The Moon is Making (1937)
- Delicate Monsters (1937)
- Here Comes a Candle (1938)
- The Novel in Contemporary Life (1938)
- Farewell Night, Welcome Day (1939)
- Civil Journey (1939)
- Cousin Honoré (1940) (Dt. Ein Herrenhaus im Elsass)
- Europe to Let (1940)
- The End of This War (1941)
- The Fort (1942)
- Then We Shall Hear Singing: A Fantasy in C Major (1942)
- London Calling : A Salute to America (1942)
- Cloudless May (1943) (Dt. Wolkenloser Mai)
- The Journal of Mary Hervey Russell (1945)
- The Other Side (1946) (Dt. Die andere Seite)
- Before the Crossing (1947)
- The Black Laurel (1947)
- The Moment Of Truth (1949)
- The Writer's Situation (1950) Essays
- The Hidden River (1952)
- The Green Man (1952)
- The Intruder (1956)
- A Cup of Tea for Mr. Thorgill (1957) (Dt. Die Affäre Hudson)
- A Ulysses Too Many (1958)
- The Last Score, or the Private Life of Sir Richard Ormston  (1961) (Dt. Der Gouverneur)
- Morley Roberts: The Last Eminent Victorian (1961)
- The Road from the Monument (1962)
- A Month Soon Goes (1962)
- The Aristide Case (1964)
- The Early Life of Stephen Hind (1966)
- The White Crow (1968)
- Journey from the North (1969) 2 Bde., Autobiographie; Journey from the north : a memoir, with an introduction by Vivian Gornick, London : Pushkin Press, 2024, ISBN 978-1-80533-044-8
- Parthian Words (1970)
- There Will Be A Short Interval (1973)
- Speaking of Stendhal (1979)

| Personendaten    | Personendaten              |
| ---------------- | -------------------------- |
| NAME             | Jameson, Margaret Storm    |
| KURZBESCHREIBUNG | englische Schriftstellerin |
| GEBURTSDATUM     | 8. Januar 1891             |
| GEBURTSORT       | Whitby                     |
| STERBEDATUM      | 30. September 1986         |